# Chansons "possibles" et "impossibles"
 (juillet 2021).
Chansons "possibles" et "impossibles" est un album de Boris Vian sorti en janvier 1956. C'est le seul album sorti de son vivant mais il est  immédiatement censuré par le Comité d'Écoute de Radiodiffusion.  
Le titre phare de Vian, Le Déserteur, y est enregistré dans sa version originale, la plus violente : « Si vous me condamnez / Prévenez vos gendarmes / Que j'emporte des armes  / Et que je sais tirer » remplacé dans les éditions suivantes par « Si vous me poursuivez / Prévenez vos gendarmes / Que je n'aurai pas d'armes / Et qu'ils pourront tirer »,. 
L'album contient dix chansons enregistrées par Boris Vian accompagné par Jimmy Walter et son ensemble durant trois séances du mois d'avril 1955, et quatre chansons qu'il a enregistrées avec Alain Goraguer et son orchestre le 24 juin 1955,.

## Liste des pistes
Toutes les paroles sont écrites par Boris Vian.
| 1. | Les joyeux bouchers (accompagné par Jimmy Walter et son orchestre)                   | 2:17 |
| 2. | Bourrée de complexes (accompagné par Alain Goraguer et son orchestre)                | 2:17 |
| 3. | La Java des bombes atomiques (accompagné par Jimmy Walter et son orchestre)          | 2:44 |
| 4. | On est pas là pour se faire engueuler (accompagné par Jimmy Walter et son orchestre) | 3:05 |
| 5. | Je bois (accompagné par Alain Goraguer et son orchestre)                             | 3:37 |

| 1. | J'suis snob (accompagné par Jimmy Walter et son orchestre)                                   | 2:56 |
| 2. | Le Déserteur                                                                                 | 3:38 |
| 3. | La Complainte du progrès, les arts ménagers (accompagné par Alain Goraguer et son orchestre) | 2:52 |
| 4. | Cinématographe (accompagné par Jimmy Walter et son orchestre)                                | 2:46 |
| 5. | Le petit commerce (accompagné par Alain Goraguer et son orchestre)                           | 3:11 |